# Mitsubishi 4B1
Mitsubishi 4B1 — рядный четырёхцилиндровый бензиновый двигатель внутреннего сгорания, производящийся Mitsubishi Motors с 2005 года. Хотя основные конструкции различных двигателей одинаковы, их точные характеристики подбираются индивидуально для каждого партнёра (Chrysler, Mitsubishi и Hyundai). Блок цилиндров и другие основные конструктивные детали двигателя были совместно разработаны компаниями GEMA, но другие элементы, связанные с настройкой двигателя, были полностью разработаны компанией Mitsubishi.
Все двигатели, разработанные в рамках семейства 4B1, имеют алюминиевые блок цилиндров и головку, 4 клапана на цилиндр, двойной верхний распределительный вал и MIVEC. Все модификации двигателя 4B1 имеют один и тот же блок цилиндров с ходом поршня 96 мм. Разница в объёме достигается за счёт разницы в диаметре цилиндра и ходе поршня.
Ремень газораспределительного механизма регулируется непрерывно.

## 4B10

### Технические характеристики
| Тип двигателя     | Рядный, четырёхцилиндровый, 16 клапанов, DOHC, MIVEC |
| Объём             | 1,8 л (1,798 см3)                                    |
| Диаметр цилиндра  | 86 мм (3,39 ″)                                       |
| Ход поршня        | 77,4 мм (3,05 ″)                                     |
| Степень сжатия    | 10.5:1                                               |
| Топливная система | ECI-MULTI                                            |
| Мощность          | 103—105 кВт (140—143 л. с.) при 6000 об/мин          |
| Крутящий момент   | 172 Н⋅м при 4250 об/мин                              |

### Устанавливается на
- 2007—2017 Mitsubishi Lancer
- 2010 Mitsubishi RVR (Япония)
- 2010—2015 Proton Inspira

## 4B11
| Тип двигателя     | Рядный, четырёхцилиндровый, 16 клапанов, DOHC, MIVEC (PHEV)                           |
| Объём             | 2,0 л (1998 см3)                                                                      |
| Диаметр цилиндра  | 86 мм (3,39 ″)                                                                        |
| Ход поршня        | 86 мм (3,39 ″)                                                                        |
| Степень сжатия    | 10.0:1 10.5:1 (PHEV)                                                                  |
| Топливная система | ECI-MULTI                                                                             |
| Мощность          | 110—116 кВт (150—158 л. с.) при 6000 об/мин 87 кВт (118 л. с.) при 4500 об/мин (PHEV) |
| Крутящий момент   | 190 Н⋅м при 4250 об/мин 199 Н⋅м при 4550 об/мин (PHEV)                                |

### Устанавливается на
- 2007—2017 Mitsubishi Lancer/Galant Fortis[3][4][5]
- 2007—2012 Peugeot 4007
- 2012—2017 Peugeot 4008
- Mitsubishi Outlander 2009 года выпуска (рестайлинг в Европе)
- 2012 Mitsubishi Outlander Sport
- 2013 Mitsubishi Outlander PHEV
- 2010 Mitsubishi ASX, Mitsubishi RVR (Канада)
- 2010—2015 Proton Inspira
- 2007 — настоящее время Mitsubishi Delica
- 2018 — настоящее время Mitsubishi Eclipse Cross

## 4B11T
| Тип двигателя     | Рядный, четырёхцилиндровый, 16 клапанов, DOHC, MIVEC |
| Объём             | 2,0 л (1998 см3) |
| Диаметр цилиндра  | 86 мм (3,39 ″) |
| Ход поршня        | 86 мм (3,39 ″) |
| Степень сжатия    | 9.0:1 |
| Топливная система | ECI-MULTI |
| Мощность          | 206 кВт (280 л. с.) при 6500 об/мин (Япония) 214 кВт (287 л. с.) при 6500 об/мин (США) 177 кВт (240 л. с.) (Lancer Ralliart) 217 кВт (295 л. с.) при 6500 об/мин (Европа) 301 кВт (409 л. с.) при 6500 об/мин (Великобритания) 328 кВт (446 л. с.) при 6800 об/мин (Великобритания) |
| Крутящий момент   | 422 Н⋅м при 3500 об/мин (Япония) 407 Н∙м при 4400 об/мин (США) 353 Н∙м при 3000 об/мин (Lancer Ralliart) 366 Н∙м при 3500 об/мин (Европа) 525 Н⋅м при 3500 об/мин (Великобритания) 559 Н⋅м при 3100 об/мин (Великобритания)                                                         |

### Устанавливается на
- 2007—2016 Mitsubishi Lancer Evolution X
- 2008—2015 Mitsubishi Lancer/Galant Fortis Ralliart

## 4B12
| Тип двигателя     | Рядный, четырёхцилиндровый, 16 клапанов, MIVEC |
| Объём             | 2,4 л (2360 см3)                               |
| Диаметр цилиндра  | 88 мм (3,46 ″)                                 |
| Ход поршня        | 97 мм (3,82 ″)                                 |
| Степень сжатия    | 10.5:1                                         |
| Топливная система | ECI-MULTI                                      |
| Мощность          | 125 кВт (170 л. с.) при 6000 об/мин            |

### Устанавливается на
- 2007 Mitsubishi Delica
- 2008 Mitsubishi Lancer
- 2008 Citroën C-Crosser
- Peugeot 4007 2008 года выпуска
- 2009 Mitsubishi Lancer Sportback GTS
- 2009 Mitsubishi Lancer GTS
- Mitsubishi Outlander 2009 года выпуска (рестайлинг в Европе)
- 2010 Mitsubishi Galant
- 2012 Mitsubishi Lancer SE AWC
- 2013 Mitsubishi Lancer GT
- 2015 Mitsubishi Lancer
- 2018 Mitsubishi RVR
- Mitsubishi Outlander PHEV 2019 года выпуска (Европа и Азия)
- Mitsubishi Outlander PHEV 2021 года выпуска (Северная Америка)
- 2021 Mitsubishi Eclipse Cross PHEV
- 2023 Mitsubishi Outlander PHEV